# 바깥폐쇄근
바깥폐쇄근(external obturator muscle, obturator externus muscle, OE) 또는 외폐쇄근(外閉鎖筋)은 납작한 삼각형의 근육으로 골반의 앞벽 바깥쪽 면을 덮고 있다.
넓적다리안쪽칸의 일부로 여겨지기도 하고, 볼기 부위에 속한다고 간주되기도 한다.

## 구조
폐쇄막 안쪽 주변의 골반뼈 모서리와 주변의 뼈 일부(두덩뼈 아래가지, 궁둥뼈 가지 등)에서 시작된다. 또한 폐쇄막 바깥쪽 면의 안쪽 2/3나, 폐쇄동맥, 폐쇄정맥, 폐쇄신경이 지나는 굴(canal)을 형성하는 힘줄활에서도 바깥폐쇄근이 시작된다.
두덩활에서 나온 근섬유는 골반뼈의 안쪽 면까지 뻗는다. 이후 근섬유들은 서로 합쳐져 뒤가쪽과 위쪽으로 향하며 힘줄로 끝난다. 힘줄은 넙다리뼈의 목과 엉덩관절 관절주머니의 아래쪽 부분을 가로질러 넙다리뼈의 돌기오목에 닿는다.

### 위치 관계
폐쇄동맥과 정맥은 바깥폐쇄근과 폐쇄막 사이에 놓여 있다. 폐쇄신경 앞가지는 바깥폐쇄근 앞쪽을 지나 넓적다리에 이르는 반면 폐쇄신경 뒤가지는 바깥폐쇄근을 관통하여 넓적다리에 도달한다.

### 변이
33%의 사람들에서 과잉 근육이 짧은모음근과 작은모음근 사이에서 발견된다. 이 근육이 존재하는 경우 주변의 다른 모음근들과 구조는 비슷하지만, 바깥폐쇄근 얕은층이 나누어져 형성되기 때문에 개체발생의 관점에서 봤을 때 엉덩관절 모음근과는 관련이 없다. 이 과잉 근육은 두덩뼈 아래가지의 위쪽 부분에서 시작하여 아래가쪽으로 주행한다. 그 후 절반은 작은모음근의 닿는곳인 널힘줄 앞면에 닿는다. 나머지 절반에서는 두덩근선 윗부분이나 넙다리뼈 작은돌기의 뒷부분에 닿는다.
폐쇄신경 뒤가지의 주행 경로에 의해 바깥폐쇄근이 위쪽의 근육다발과 이를 제외한 주 힘살로 나누어진다고 알려져 있다. 위에서 언급된 과잉 근육의 경우 위쪽의 근육다발에서 시작되며, 반면 바깥폐쇄근에서 유래하는 비정상적인 근육다발은 주 힘살에서 시작된다. 원래의 바깥폐쇄근(과잉 근육 부분이 없는 경우)은 오직 전체의 20%에 불과했으며 대부분의 바깥폐쇄근은 개체발생상의 변이를 겪는다.

## 기능
바깥폐쇄근은 엉덩관절의 가쪽돌림근으로 작용한다. 또한 엉덩관절 주변의 작은 근육으로서 엉덩관절을 안정하게 하는 자세 근육(postural muscle) 역할을 한다. 한편 엉덩관절을 굽힐 때 관절을 벌리는 것을 돕는 작용도 한다.

## 추가 이미지

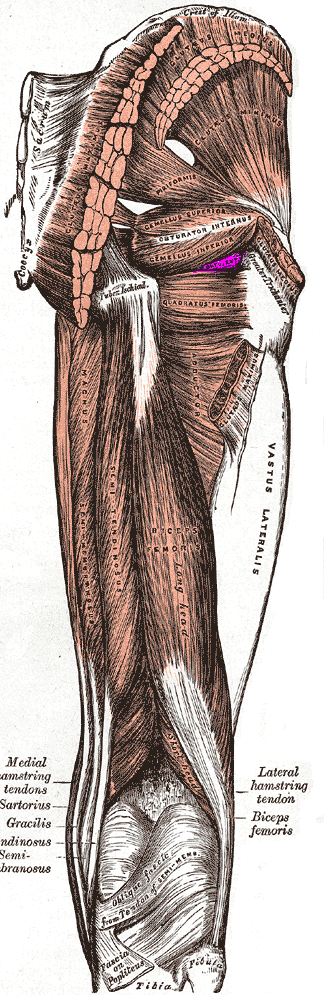
넓적다리 뒤쪽의 근육들. 바깥폐쇄근의 닿는곳이 보라색이 표시되어 있다.
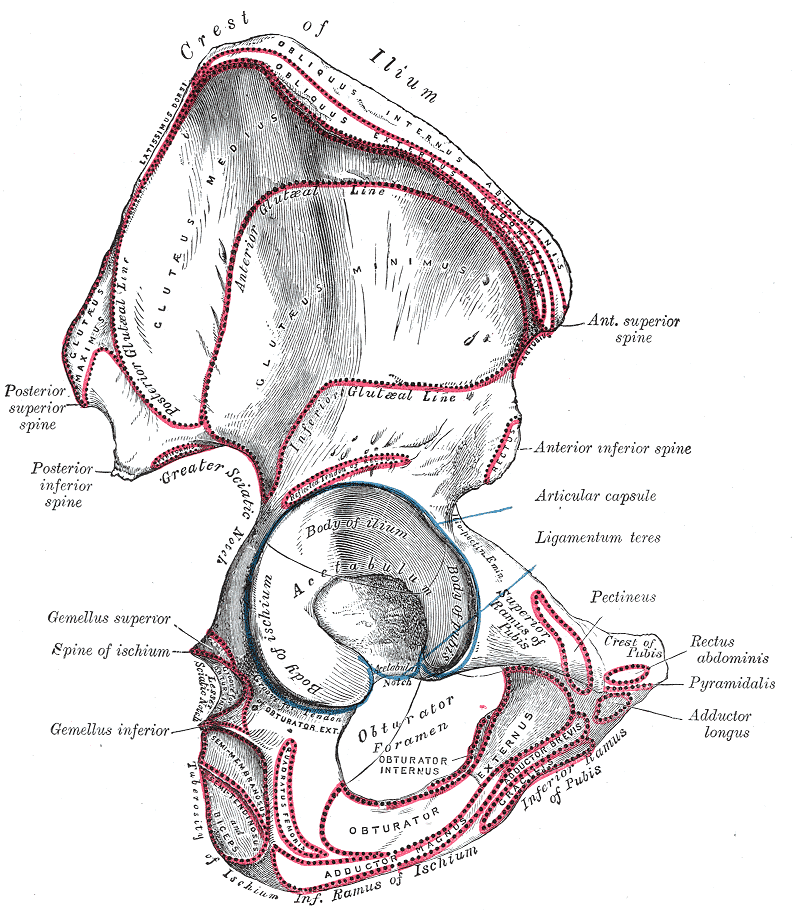
오른쪽 골반뼈 바깥쪽 면
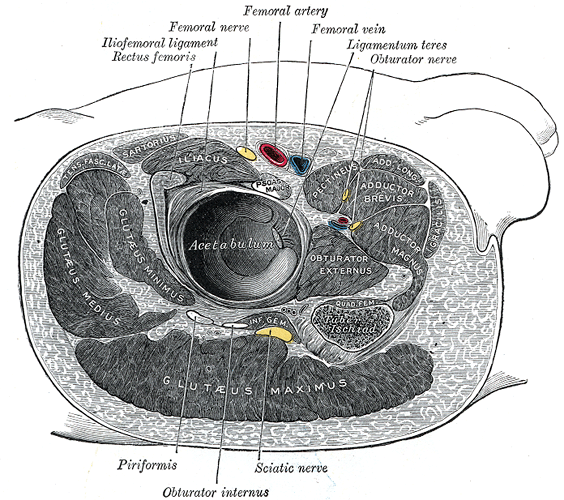
오른쪽 엉덩관절을 둘러싸고 있는 구조
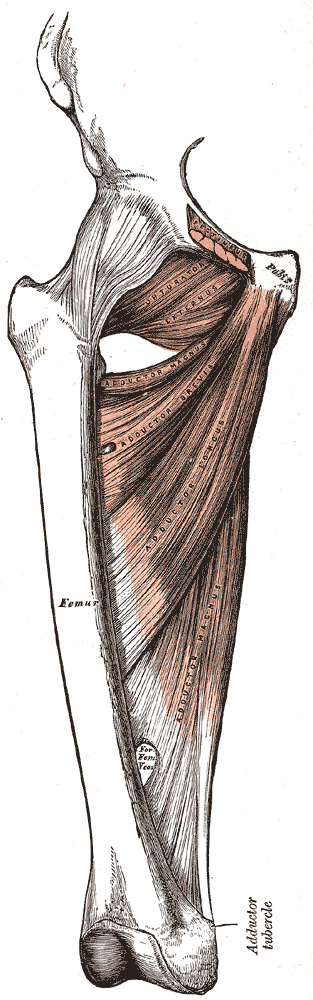
넓적다리 안쪽의 깊은층 근육들
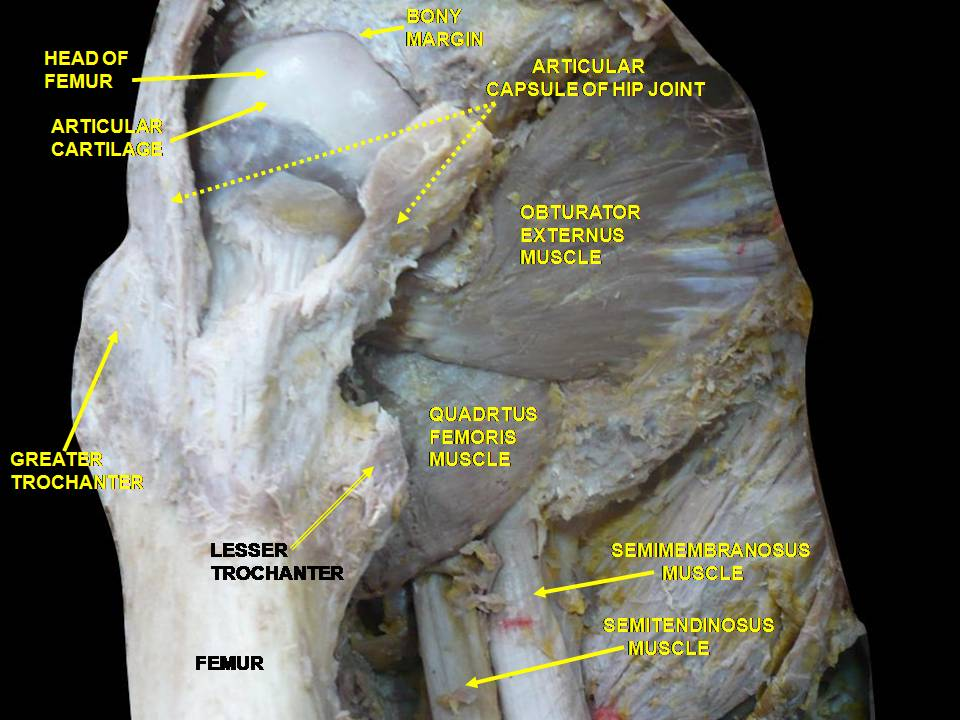
바깥폐쇄근의 깊은 해부. 앞쪽에서 본 모습.
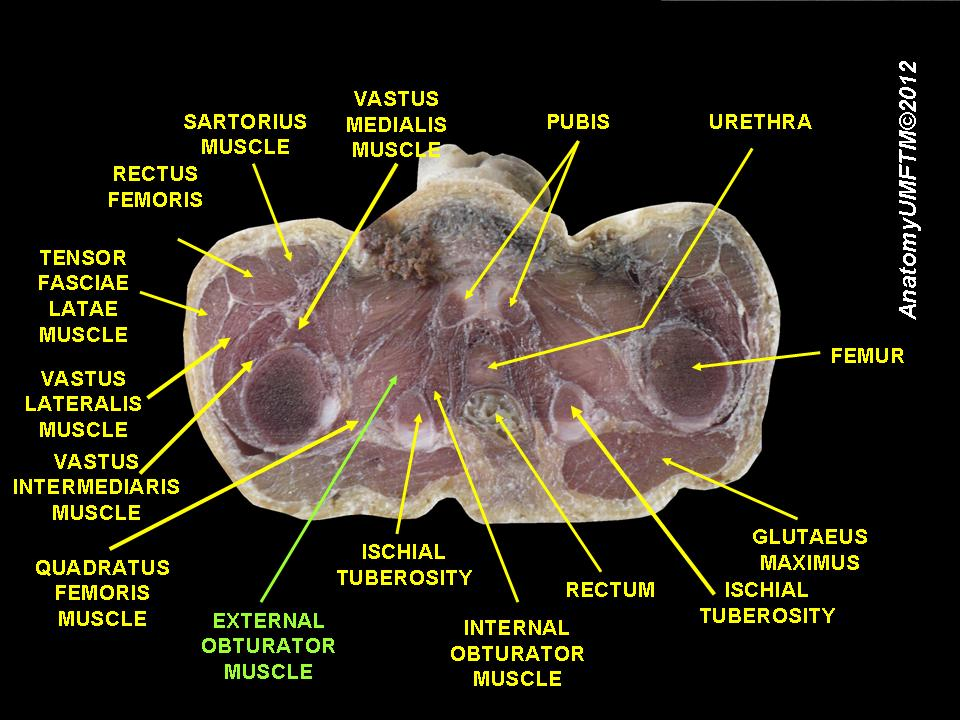
바깥폐쇄근
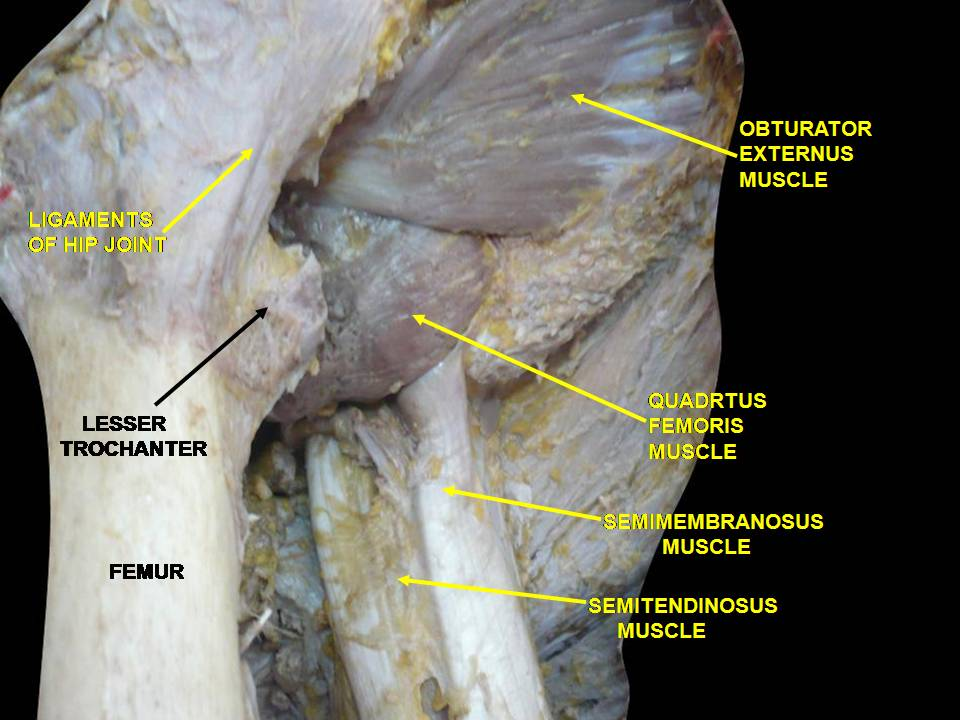
앞에서 본 넓적다리의 근육들

## 참고 문헌
이 문서는 현재 퍼블릭 도메인에 속하는 그레이 해부학 제20판(1918) page 477의 내용을 기초로 작성된 글이 포함되어 있습니다.
1. ↑  Sauerland, Eberhardt K.; Patrick W. Tank; Tank, Patrick W. (2005). 《Grant's dissector》. Hagerstown, MD: Lippincott Williams & Wilkins. 129쪽. ISBN 0-7817-5484-4.
2. ↑  “Summary of Lower Limb”. 2008년 1월 23일에 원본 문서에서 보존된 문서. 2008년 1월 27일에 확인함.
3. ↑  Nakamura, E; Masumi, S; Miura, M; Kato, S; Miyauchi, R (1992). “A supernumerary muscle between the adductors brevis and minimus in humans”. 《Okajimas Folia Anatomica Japonica》 69 (2–3): 89–98. doi:10.2535/ofaj1936.69.2-3_89. PMID 1436954.
4. ↑  Yatsunami, M; Tai, T; Irie, Y; Ogawa, K; Miyauchi, R (2004). “A morphological study on the human obturator externus muscle with reference to anomalous muscle and anomalous fasciculus originating from the obturator externus muscle”. 《Okajimas Folia Anatomica Japonica》 80 (5–6): 103–14. doi:10.2535/ofaj.80.103. PMID 15134328.
5. ↑  A>K datta-inf extremity
6. ↑  “Obturator externus muscle”. 《Kenhub》 (영어). 2021년 1월 22일에 확인함.